# Isabella Soprano
Pour les articles homonymes, voir Isabella et Soprano.
Isabella Soprano (née le 2 décembre 1981) est une actrice de films pornographiques américaine. Elle pose aussi comme photo modèle.

## Biographie
L'essentiel de sa carrière se situe entre 2004 et 2005. Originaire d'Exeter dans le New Hampshire, elle serait d'ascendance italienne.
Isabella Soprano a aussi travaillé comme prostituée au Moonlite Bunny Ranch brothel dans le Nevada. En 2003, elle apparut dans une série américaine pour adultes diffusée sur HBO appelée Cathouse qui offrait au public une visite guidée de la première attraction touristique du Nevada, le Moonlite Bunny Ranch. Après avoir tourné dans de nombreux clips pornographiques pour des sites internet, elle commença à jouer dans des films pornographiques en 2004.
Ses prestations sont aussi bien hétérosexuelles que lesbiennes. Elle est ouvertement bisexuelle.

## Filmographie
- Big Black Beef Stretches Little Pink Meat # 2, 2004
- Big Wet Tits # 1, 2004
- Jack's Playground # 16, 2004 (gonzo')
- New Nymphos # 2, 2004
- Phat Azz White Girls # 10, 2004
- Street Walkers # 1, 2004
- Ten Little Piggies # 4, (Gonzo), 2004
- White Wife Black Cock #3, 2004
- Babes Ballin'boys #13 (domination), 2005
- Billy Big Stick, 2005
- Bomb Ass White Booty, 2005
- Craving Big Cocks # 5, 2005
- Craving Big Cocks # 8, 2005
- Dirty Blondes & Black Cocks # 3, 2005
- Double Teamed # 6, 2005
- Intensitivity # 6, 2005
- Pound Cakes, 2005
- Lesbian Triangles 3, 2005
- Seed Of Seymore, (Gonzo), 2005
- There's Something About Jack # 35, 2005
- Her First Big Cock # 5, 2006
- Hurting Helpless & Cumming (Bondage), 2006
- Miami Maidens # 4, 2006
- Naughty office #2, 2006
- Perfect Slave : Struggle And Cum, 2006
- Lesbian Triangles 4, 2007